# Ligne jaune du métro de Chicago
Pour les articles homonymes, voir Ligne jaune.

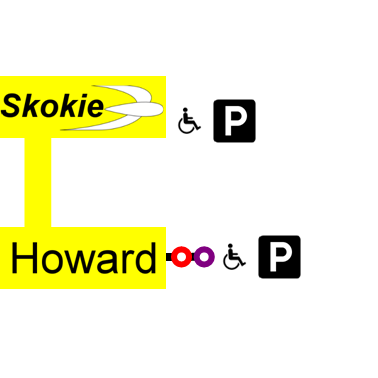
Plan de la ligne jaune

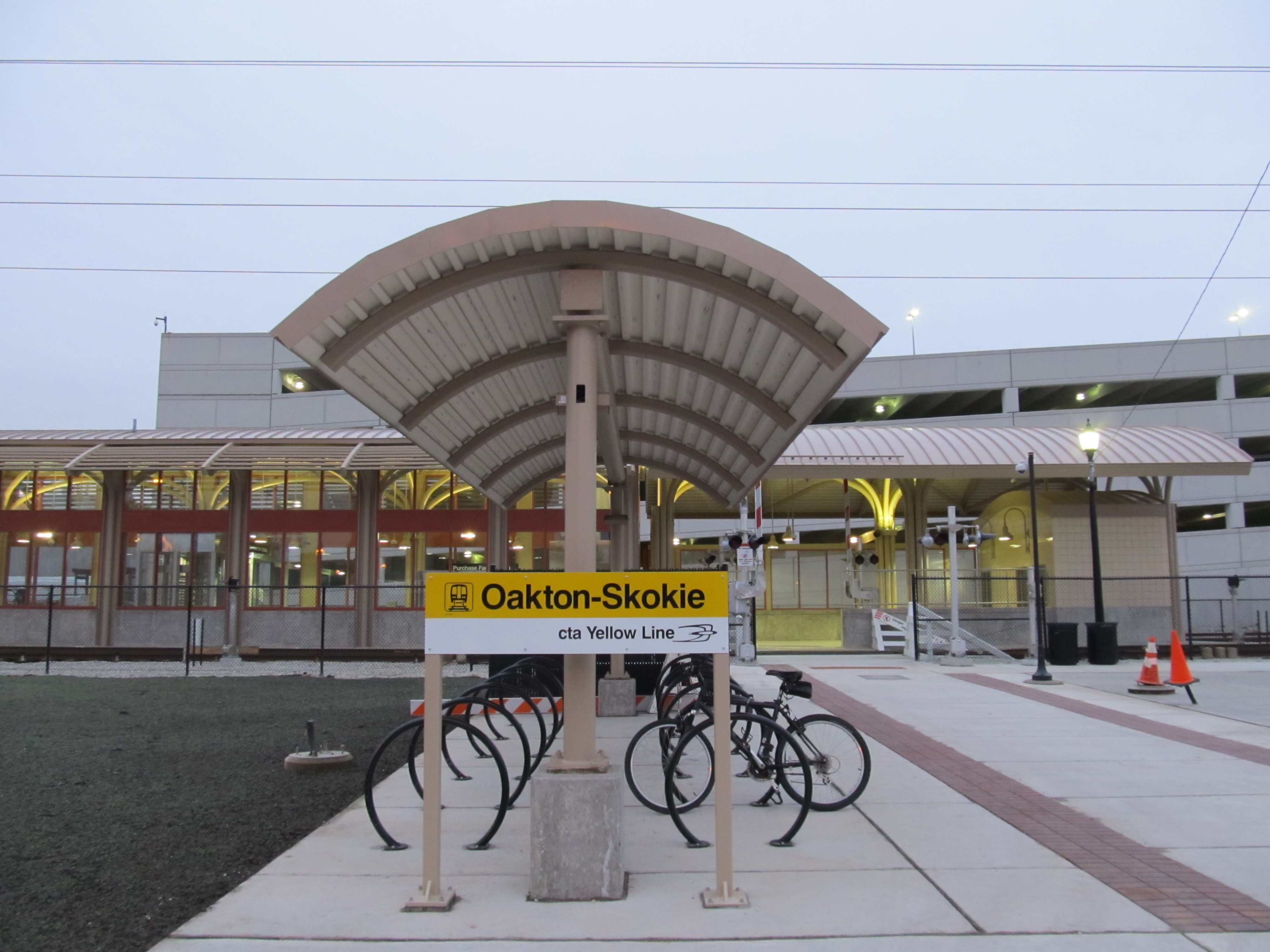
Entrée de la station de Oakton-Skokie.

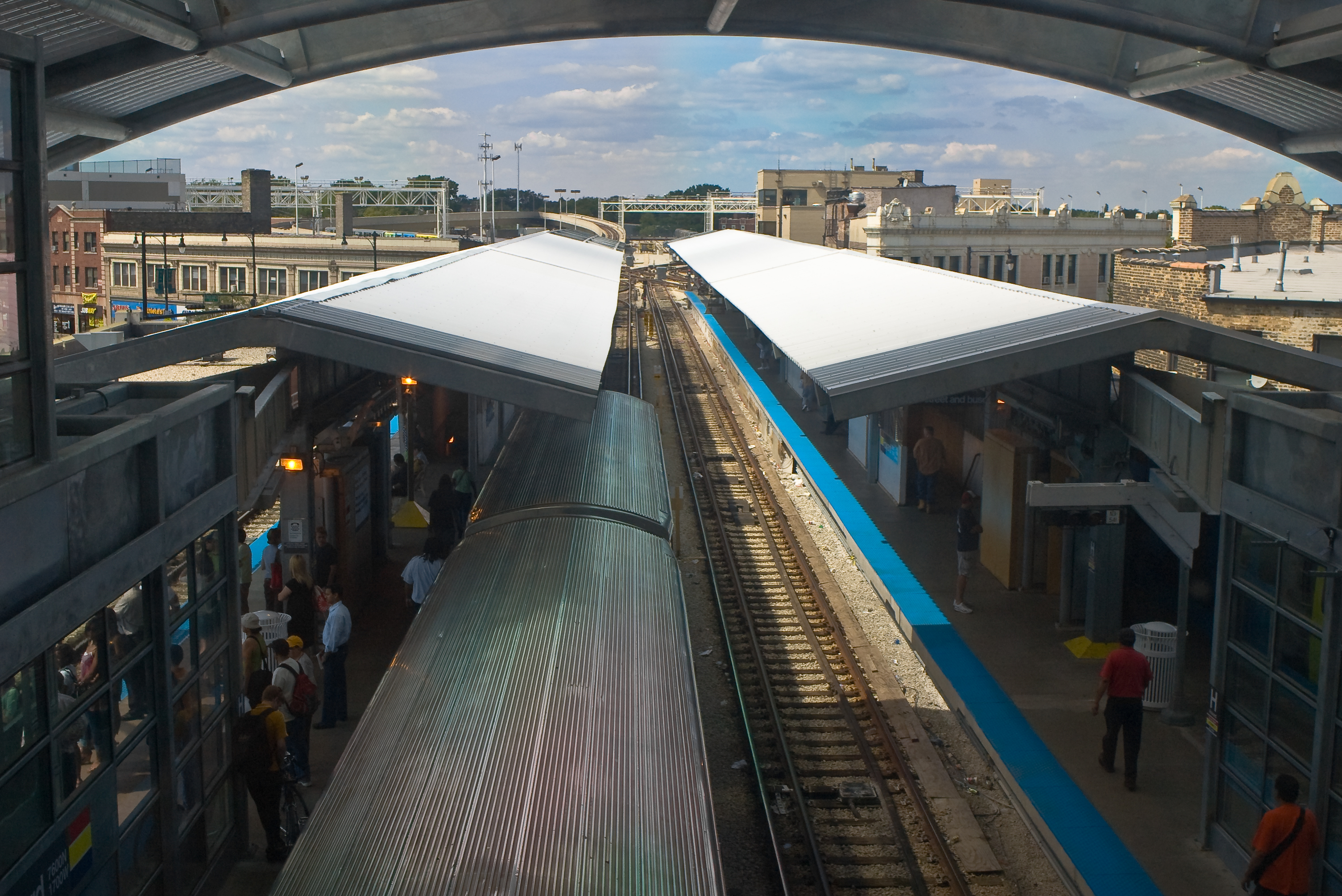
Terminus de Howard avec vue sur la rampe de la ligne jaune dans le fond de l'image

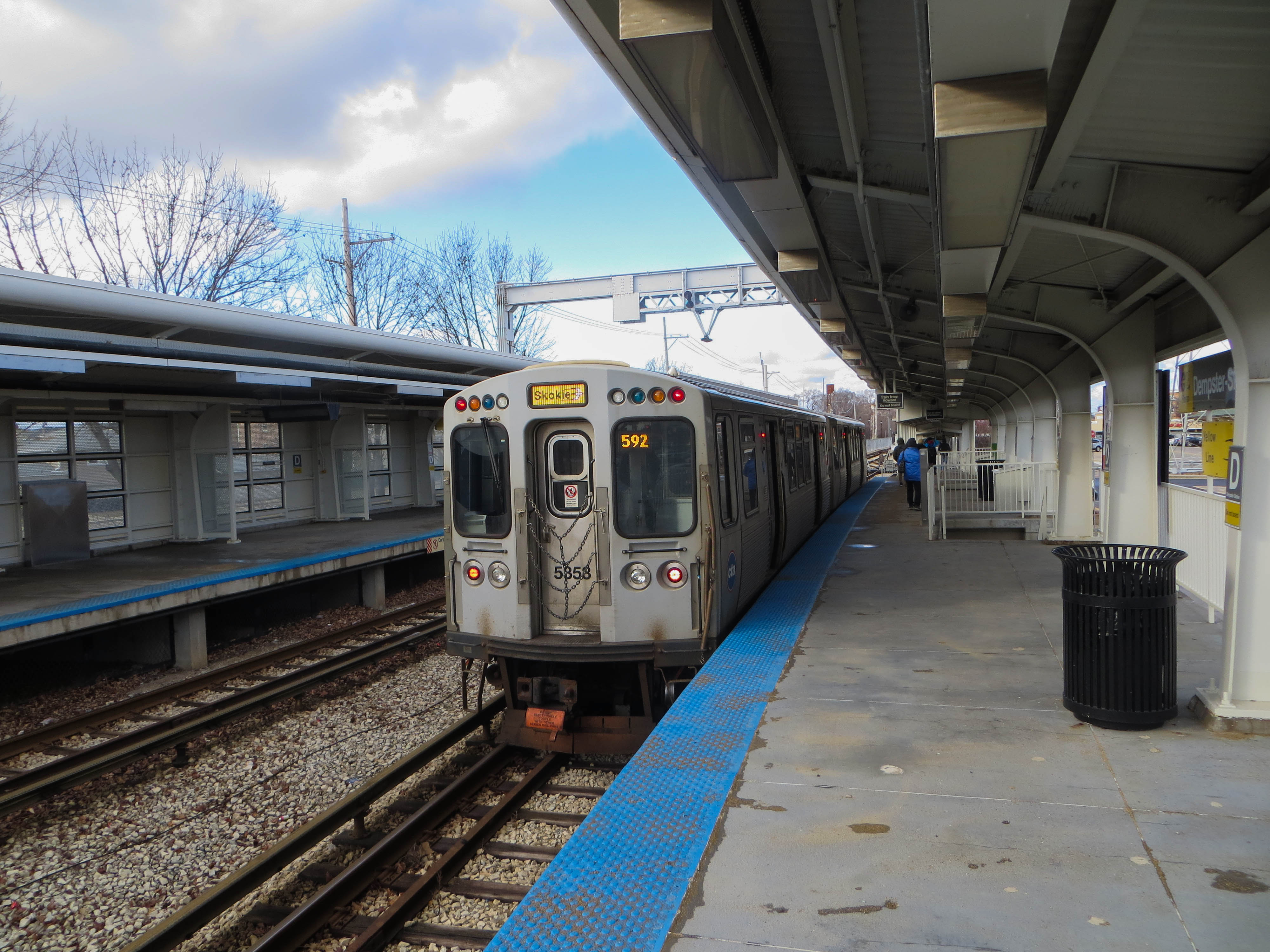
La station Dempster-Skokie.

La ligne jaune du métro de Chicago (connue également sous le nom de Skokie Swift) est la ligne la plus courte du réseau. Elle s'étend sur une distance de 8,2 km et circule dans le nord de l'agglomération de Chicago entre le quartier de Rogers Park (Chicago), limitrophe de la ville d'Evanston (station Howard) et Dempster Street sur la commune de Skokie (station Dempster-Skokie). La ligne jaune est la seule ligne du réseau à ne pas desservir le secteur du Loop.
Une correspondance est possible à la station Howard vers les lignes mauve et rouge du métro de Chicago.
La ligne jaune roule sur un site propre partiellement en dessous du niveau de la rue sans être souterraine puisqu'elle n’emprunte aucun tunnel. Elle a été construite sur base des anciennes voies  de la Skokie Valley line de la North Coast Chicago et du Milwaukee Railroad (aujourd’hui regroupées sous l'appellation Metra) rachetées en 1963 par la Chicago Transit Authority (CTA).
Les rames parcourent la distance de 8,2 km entre les deux stations (avec une nouvelle station intermédiaire, Oakton-Skokie inaugurée le 30 avril 2012) en 6 minutes 30 et roulent toutes les dix minutes dans chaque sens. 
La ligne jaune fonctionne du lundi au vendredi entre 5 h et 22 h 30 et le week-end entre 6 h et 23 h. Les soirs des matchs des Cubs de Chicago à Wrigley Field la ligne jaune reste ouverte jusqu'à minuit.

## Historique
La ligne jaune a été construite dans le cadre du développement des transports dans le nord de Chicago entre Howard (son terminus actuel) et Niles Center (connu aujourd'hui sous le nom de Dempster-Skokie) à hauteur de l'actuel dépôt de la ligne le 28 mars 1925. 
L'itinéraire comprenait alors plusieurs arrêts intermédiaires entre les villes de Evanston et Skokie aux stations Ridge, Asbury, Dodge, Crawford/East Prairie, Kostner, Oakton et Main. Le 27 mars 1948, la Chicago Transit Authority, formée un an plus tôt ferma complètement la ligne en ne gardant qu'une voie d’accès vers le dépôt et il remplaça la ligne de métro par un bus. 
Le 21 janvier 1963, la North Coast Chicago et le Milwaukee Railroad cessèrent leurs activités et revendirent les 4 kilomètres de voies restantes vers le centre de Skokie à la CTA. La ligne rouvrit ses portes le 20 avril 1964 mais aucune station intermédiaire ne fut rouverte et la ville les fit raser dans les années 1980. 
Le premier jour, elle transporta 4 000 passagers (contre une moyenne de 6 000 aujourd'hui) et au total 3 500 000 passagers sur ses deux premières années d'existence. Vu ses résultats et le désengorgement de certaines de voies de pénétration vers le centre de Chicago, la ligne jaune fut maintenue sur le réseau du 'L'. 
Le Skokie Swift a reçu la couleur jaune lors de la restructuration du réseau et la différenciation des lignes de la Chicago Transit Authority en couleur en 1993. 
En 1994, le terminal de Dempster-Skokie fut entièrement rénové et des espaces commerciaux furent ajoutés au bâtiment.  
En 2004, la CTA a converti le système de caténaire de la ligne aux normes du reste de son réseau en y installant un troisième rail électrique afin de permettre le passage de toutes les rames sur la ligne jaune et également d'en diminuer les frais d'entretien. 
En 2008 la station Howard a également entièrement été rénovée et est désormais accessible comme Dempster-Skokie aux personnes à mobilité réduite.
Le 30 avril 2012, la CTA inaugure la nouvelle station à proximité du centre de Skokie à hauteur de Oakton-Skokie afin de desservir le Science & Technology Park. D'autres arrêts ont été proposés mais sans que leurs plans ne soient approuvés.

## Son itinéraire
Les voies de demi-tour se trouvent derrière la station Dempster-Skokie  qui utilisent 2 plateformes ; une pour débarquer les passagers en provenance de Howard et la deuxième pour l'embarquement des passagers. Elle part vers le sud en enjambant Skokie Boulevard grâce à un pont avant de retrouver la surface. Elle tourne ensuite vers l'ouest en passe son dépôt de Skokie (Skokie Shop) où sont entretenues les rames avant de s'enfoncer dans une tranchée sur un peu moins de 2 kilomètres et de passer sous les voies du Metra et de la ligne mauve. La ligne jaune monte ensuite sur un viaduc afin d'arriver à la station Howard.

## Rames utilisées
La ligne jaune fonctionne avec des rames de type 3200 Morrison-Knudsen garées au dépôt de Howard Yard.

## Les projets sur la ligne jaune
Depuis de nombreuses années, la CTA planifie la prolongation de la ligne vers le centre commercial de Old Orchard à 2,4 km au nord de Skokie mais le budget nécessaire n'a jusqu'à présent pas pu y être alloué.

#### Chicago 'L'
- Chicago Transit Authority
- Union Loop
- Metra

#### Autres
- Métro
- Liste des métros du monde
- Liste des métros d'Amérique